# 大不列颠和爱尔兰皇家人类学学会
大不列颠和爱尔兰皇家人类学学会（英語：Royal Anthropological Institute of Great Britain and Ireland，缩写：RAI）是一个英国人类学學會。

## 历史
前身是1843年成立的伦敦民族学学会（Ethnological Society of London）。1871年，它和1863年成立的伦敦人类学学会（Anthropological Society of London）合并，形成大不列颠和爱尔兰人类学学会（Anthropological Institute of Great Britain and Ireland），1907年冠以“皇家”头衔。

## 奖项
赫胥黎纪念奖章（Huxley Memorial Medal）和讲座于1900年设立，以纪念托马斯·亨利·赫胥黎，是该学会的最高奖。
里弗斯纪念奖章（Rivers Memorial Medal）由学会于1923年设立，以纪念会长威廉·哈尔斯·里弗斯 ( William Halse Rivers）。